# کریولیت

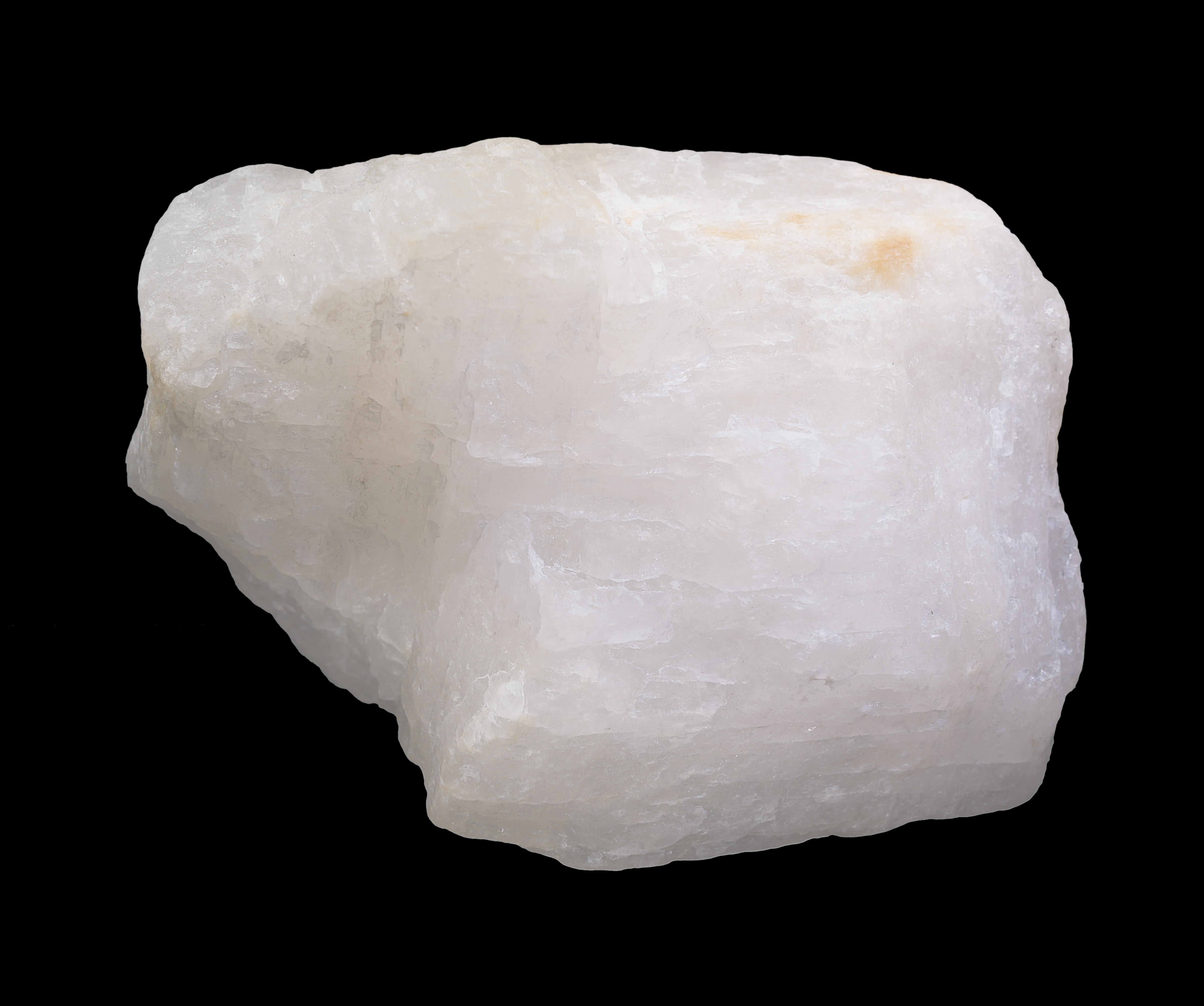
کریولیت از معدن ایویگتوت گرینلند.

کریولیت (نام آن از کلمات یونانی Krous به معنای سرد و lithos یعنی سنگ گرفته شده‌است) یا سَردسَنگ، ماده معدنی با فرمول Na3AlF6 است. در ساخت شیشه آلات در صنایع اپتیک - کانسار آلومینیوم کاربرد دارد. کریولیت در طول تاریخ به عنوان کانی آلومینیوم و بعدها در فرایند برق‌کافت کانی‌ای که یک اکسید غنی از آلومینیوم است یعنی بوکسیت (که خود ترکیبی از مواد معدنی اکسید آلومینیوم مثل جیبسیت، بوهمیت و دیاسپور می‌باشد) به‌کار رفت. 
جداسازی آلومینیوم از اکسیدش در کانی‌های اکسیدی کار سختی بود که با استفاده از کریولیت به صورت شار برای حل کردن کانی‌های اکسیدی راحت تر گشت. کریولیت خالص در دمای ۱۰۱۲ درجه سانتیگراد (۱۲۸۵ کلوین) ذوب می‌شود و می‌تواند اکسید آلومینیوم را در حدی که به راحتی برای استخراج آلومینیوم از طریق فرایند برق‌کافت کاربرد داشته باشد، حل کند. با این حال هنوز هم انرژی قابل توجهی ، هم برای گرم کردن مواد و هم فرایند برق‌کافت لازم است. اما فرایند اخیر هنوز هم از نظر انرژی به صرفه تر از ذوب کردن خود اکسید هاست. از آنجا که کریولیت خالص برای استفاده در این فرایند بسیار کمیاب است، سدیم آلومینیوم فلوراید از کانی فلوریت که بیشتر یافت می‌شود ساخته می‌شود.
این ماده تقریباً کمیاب است و در گرینلند، آمریکا، کوه‌های اورال روسیه و نیجریه یافت می‌شود. اشکال ظاهری آن بلوری یا آگرگات‌های دانه‌ای است. با سیستم مونوکلینیک بلوری می‌شود. در رده‌بندی مواد از هالوژن‌ها است. گاه جلای شیشه‌ای و چرب و صدفی دارد. ماده‌ای شکننده است و شکستگی آن نامنظم است. به صورت شفاف یا نیمه شفاف یافت می‌شود. به راحتی ذوب می‌شود و شیشه بیرنگ می‌دهد و کمی در HCl و کمی در اسیدسولفوریک حل می‌شود. ترکیب شیمیایی آن Na=۳۲٫۸۶٪ Al=۱۲٫۸۴٪ F=۵۴٫۳۰٪ دارد. به رنگ‌های سفید، خاکستری، متمایل به قرمز و متمایل به قهوه‌ای دیده می‌شود. اثر خط آن سفید رنگ است. با انیدریت - باریتین تشابه کانی‌شناسی دارد. منشأ تشکیل آن پگماتیتی است. شکل بلورهای آن شبه‌چهارگوشه (پسودوتتراگونال) و شبه‌مکعبی (پسودوکوبیک) و ماکله است.